# The Daily
The Daily es un periódico estadounidense diseñado especialmente para el iPad. Pertenece a News Corporation.
Originalmente el lanzamiento estaba agendado para el 19 de enero de 2011 en San Francisco, pero el inicio de su publicación fue retrasado por News Corporation y Apple. The Daily fue lanzado oficialmente el 2 de febrero de 2011 en el Museo Solomon R. Guggenheim en Nueva York.
El 3 de diciembre de 2012 News Corporation anunció que The Daily finalizaría sus operaciones el 15 de diciembre como parte de un proceso de reorganización de News Corporation.